# Список птахів Лесото
Це перелік видів птахів, зафіксованих на території Лесото. Авіфауна Лесото налічує загалом 357 видів, з яких 57 є рідкісними або випадковими, а 4 були інтродуковані людьми. Статус 6 видів є невизначеним.

## Позначки
Наступні теги використані для виділення деяких категорій птахів.
- (А) Випадковий — вид, який рідко або випадково трапляється в Лесото
- (I) Інтродукований — вид, завезений до Лесото як наслідок, прямих чи непрямих дій людських дій
- (S) Статус — вид з невизначеним статусом

## Гусеподібні(Anseriformes)
Родина: Качкові (Anatidae)
- Свистач білоголовий, Dendrocygna viduata
- Свистач рудий, Dendrocygna bicolor (A)
- Стромярка, Thalassornis leuconotus
- Качка шишкодзьоба, Sarkidiornis melanotos
- Каргарка нільська, Alopochen aegyptiacus
- Галагаз очеретяний, Tadorna cana
- Шпорокрил, Plectropterus gambensis
- Чирянка-крихітка африканська, Nettapus auritus (A)
- Чирянка жовтощока, Spatula hottentota (A)
- Широконіска капська, Spatula smithii
- Качка чорна, Anas sparsa
- Крижень жовтодзьобий, Anas undulata
- Чирянка африканська, Anas capensis
- Шилохвіст червонодзьобий, Anas erythrorhyncha
- Чернь червоноока, Netta erythrophthalma (A)
- Савка африканська, Oxyura maccoa

## Куроподібні(Galliformes)
Родина: Цесаркові (Numididae)
- Цесарка рогата, Numida meleagris

Родина: Фазанові (Phasianidae)
- Перепілка звичайна, Coturnix coturnix
- Перепілка-арлекін, Coturnix delegorguei (A)
- Турач чорноногий, Pternistis swainsonii
- Турач рудокрилий, Scleroptila levaillantii
- Турач південний, Scleroptila gutturalis
- Турач сірокрилий, Scleroptila afra

## Фламінгоподібні(Phoenicopteriformes)
Родина: Фламінгові (Phoenicopteridae)
- Фламінго рожевий, Phoenicopterus roseus
- Фламінго малий, Phoeniconaias minor

## Пірникозоподібні(Podicipediformes)
Родина: Пірникозові (Podicipedidae)
- Пірникоза мала, Tachybaptus ruficollis
- Пірникоза велика, Podiceps cristatus
- Пірникоза чорношия, Podiceps nigricollis

## Голубоподібні(Columbiformes)
Родина: Голубові (Columbidae)
- Голуб сизий, Columba livia (I)
- Голуб цяткований, Columba guinea
- Columba arquatrix
- Streptopelia semitorquata
- Streptopelia capicola
- Горлиця мала, Streptopelia senegalensis
- Горлиця капська, Oena capensis

## Рябкоподібні(Pterocliformes)
Родина: Рябкові (Pteroclidae)
- Рябок намібійський, Pterocles namaqua (A)

## Дрохвоподібні(Otidiformes)
Родина: Дрохвові (Otididae)
- Дрохва африканська, Ardeotis kori
- Дрохва чорноголова, Neotis ludwigii
- Дрохва кафрська, Neotis denhami
- Корхаан блакитний, Eupodotis caerulescens
- Корхаан чорногорлий, Eupodotis vigorsii
- Дрохва світлокрила, Eupodotis afraoides

## Зозулеподібні(Cuculiformes)
Родина: Зозулеві (Cuculidae)
- Коукал південно-східний, Centropus burchellii
- Зозуля чубата, Clamator glandarius
- Зозуля строката, Clamator jacobinus
- Дідрик білощокий, Chrysococcyx caprius
- Дідрик білочеревий, Chrysococcyx klaas
- Зозуля чорна, Cuculus clamosus (A)
- Зозуля червоновола, Cuculus solitarius
- Зозуля звичайна, Cuculus canorus (A)

## Дрімлюгоподібні(Caprimulgiformes)
Родина: Дрімлюгові (Caprimulgidae)
- Дрімлюга звичайний, Caprimulgus europaeus (A)
- Дрімлюга плямистий, Caprimulgus tristigma
- Дрімлюга габонський, Caprimulgus fossii (A)

## Серпокрильцеподібні(Apodiformes)
Родина: Серпокрильцеві (Apodidae)
- Серпокрилець білочеревий, Apus melba
- Серпокрилець чорний, Apus apus
- Серпокрилець капський, Apus barbatus (S)
- Серпокрилець малий, Apus affinis
- Серпокрилець ефіопський, Apus horus
- Серпокрилець білогузий, Apus caffer

## Журавлеподібні(Gruiformes)
Родина: Sarothruridae
- Погонич рудоволий, Sarothrura rufa (A)
- Погонич смугастий, Sarothrura affinis
- Погонич білокрилий, Sarothrura ayresi (A)

Родина: Пастушкові (Rallidae)
- Пастушок африканський, Rallus caerulescens
- Деркач лучний, Crex crex (A)
- Деркач африканський, Crex egregia
- Погонич звичайний, Porzana porzana
- Курочка мала, Paragallinula angulata (A)
- Курочка водяна, Gallinula chloropus
- Лиска африканська, Fulica cristata
- Султанка африканська, Porphyrio alleni (A)
- Султанка зеленоспинна, Porphyrio madagascariensis
- Погонич-крихітка, Porzana pusilla

Родина: Журавлеві (Gruidae)
- Журавель-вінценос південний, Balearica regulorum (A)
- Журавель блакитний, Anthropoides paradisea
- Журавель білошиїй, Bugeranus carunculatus (A)

## Сивкоподібні(Charadriiformes)
Родина: Лежневі (Burhinidae)
- Лежень заїрський, Burhinus vermiculatus
- Лежень плямистий, Burhinus capensis

Родина: Чоботарові (Recurvirostridae)
- Кулик-довгоніг чорнокрилий, Himantopus himantopus

Родина: Сивкові (Charadriidae)
- Сивка морська, Pluvialis squatarola
- Чайка строката, Vanellus armatus
- Чайка чорнокрила, Vanellus melanopterus
- Чайка чорнолоба, Vanellus coronatus
- Чайка сенегальська, Vanellus senegallus
- Пісочник-пастух, Charadrius pecuarius
- Пісочник великий, Charadrius hiaticula
- Пісочник білобровий, Charadrius tricollaris

Родина: Мальованцеві (Rostratulidae)
- Мальованець афро-азійський, Rostratula benghalensis

Родина: Яканові (Jacanidae)
- Якана африканська, Microparra africanus

Родина: Баранцеві (Scolopacidae)
- Кульон великий, Numenius arquata (A)
- Крем'яшник звичайний, Arenaria interpres (A)
- Брижач, Calidris pugnax
- Побережник червоногрудий, Calidris ferruginea (A)
- Побережник малий, Calidris minuta
- Баранець африканський, Gallinago nigripennis
- Набережник палеарктичний, Actitis hypoleucos
- Коловодник великий, Tringa nebularia
- Коловодник ставковий, Tringa stagnatilis (A)
- Коловодник болотяний, Tringa glareola

Родина: Триперсткові (Turnicidae)
- Триперстка африканська, Turnix sylvaticus

Родина: Дерихвостові (Glareolidae)
- Бігунець рудий, Cursorius rufus
- Бігунець малий, Cursorius temminckii
- Бігунець смугастоволий, Smutsornis africanus
- Дерихвіст лучний, Glareola pratincola (A)
- Дерихвіст степовий, Glareola nordmanni

Родина: Мартинові (Laridae)
- Мартин сіроголовий, Chroicocephalus cirrocephalus
- Крячок білокрилий, Chlidonias leucopterus (A)
- Крячок білощокий, Chlidonias hybrida (A)

## Лелекоподібні(Ciconiiformes)
Родина: Лелекові (Ciconiidae)
- Лелека чорний, Ciconia nigra
- Лелека африканський, Ciconia abdimii
- Лелека білий, Ciconia ciconia
- Лелека-тантал африканський, Mycteria ibis

## Сулоподібні(Suliformes)
Родина: Змієшийкові (Anhingidae)
- Змієшийка африканська, Anhinga rufa

Родина: Бакланові (Phalacrocoracidae)
- Баклан африканський, Microcarbo africanus
- Баклан великий, Phalacrocorax carbo (S)

Родина: Молотоголовові (Scopidae)
- Молотоголов, Scopus umbretta

Родина: Чаплеві (Ardeidae)
- Бугай водяний, Botaurus stellaris
- Бугайчик звичайний, Ixobrychus minutus (A)
- Чапля сіра, Ardea cinerea
- Чапля чорноголова, Ardea melanocephala
- Чапля-велетень, Ardea goliath
- Чапля руда, Ardea purpurea
- Чепура велика, Ardea alba
- Чепура середня, Ardea intermedia (A)
- Чепура мала, Egretta garzetta (S)
- Чапля єгипетська, Bubulcus ibis
- Чапля жовта, Ardeola ralloides (A)
- Квак звичайний, Nycticorax nycticorax

Родина: Ібісові (Threskiornithidae)
- Коровайка бура, Plegadis falcinellus (A)
- Ібіс священний, Threskiornis aethiopicus
- Ібіс-лисоголов південний, Geronticus calvus
- Гагедаш, Bostrychia hagedash
- Косар африканський, Platalea alba

## Яструбоподібні(Accipitriformes)
Родина: Секретарові (Sagittariidae)
- Птах-секретар, Sagittarius serpentarius

Родина: Скопові (Pandionidae)
- Скопа, Pandion haliaetus

Родина: Яструбові (Accipitridae)
- Шуліка чорноплечий, Elanus caeruleus
- Polyboroides typus
- Гриф пальмовий, Gypohierax angolensis (A)
- Ягнятник, Gypaetus barbatus
- Стерв'ятник, Neophron percnopterus (A)
- Осоїд євразійський, Pernis apivorus
- Gyps coprotheres
- Terathopius ecaudatus (A)
- Circaetus pectoralis (A)
- Орел-карлик, Hieraaetus pennatus
- Орел рудий, Aquila rapax
- Орел степовий, Aquila nipalensis (A)
- Орел кафрський, Aquila verreauxii
- Aquila spilogaster
- Яструб-крикун світлий, Melierax canorus (A)
- Габар, Micronisus gabar (A)
- Circus ranivorus
- Circus maurus
- Лунь степовий, Circus macrourus (A)
- Яструб ангольський, Accipiter tachiro
- Яструб туркестанський, Accipiter badius (A)
- Яструб савановий, Accipiter minullus (A)
- Яструб кенійський, Accipiter rufiventris
- Яструб чорний, Accipiter melanoleucus (A)
- Шуліка чорний, Milvus migrans (S)
- Орлан-крикун, Haliaeetus vocifer
- Канюк звичайний, Buteo buteo
- Канюк скельний, Buteo rufofuscus

## Совоподібні(Strigiformes)
Родина: Сипухові (Tytonidae)
- Сипуха африканська, Tyto capensis
- Сипуха крапчаста, Tyto alba

Родина: Совові (Strigidae)
- Сплюшка африканська, Otus senegalensis
- Сплюшка південна, Ptilopsis granti
- Пугач капський, Bubo capensis
- Пугач африканський, Bubo africanus
- Пугач блідий, Bubo lacteus
- Asio capensis

## Чепігоподібні(Coliiformes)
Родина: Чепігові (Coliidae)
- Чепіга бурокрила, Colius striatus
- Чепіга намібійська, Colius colius
- Паяро вохристоволий, Urocolius indicus

## Трогоноподібні(Trogoniformes)
Родина: Трогонові (Trogonidae)
- Трогон зелений, Apaloderma narina (A)

## Bucerotiformes
Родина: Одудові (Upupidae)
- Одуд африканський, Upupa africana (S)

## Сиворакшоподібні(Coraciiformes)
Родина: Рибалочкові (Alcedinidae)
- Рибалочка діадемовий, Corythornis cristatus
- Рибалочка-чубань африканський, Megaceryle maximus
- Рибалочка строкатий, Ceryle rudis

Родина: Бджолоїдкові (Meropidae)
- Бджолоїдка звичайна, Merops apiaster

Родина: Сиворакшові (Coraciidae)
- Сиворакша євразійська, Coracias garrulus
- Сиворакша рожевовола, Coracias caudatus (A)

## Дятлоподібні(Piciformes)
Родина: Лібійні (Lybiidae)
- Барбудо чубатий, Trachyphonus vaillantii
- Барбіон червонолобий, Pogoniulus pusillus
- Лібія-зубодзьоб акацієва, Tricholaema leucomelas
- Лібія чорношия, Lybius torquatus (A)

Родина: Воскоїдові (Indicatoridae)
- Ковтач світлочеревий, Prodotiscus regulus
- Воскоїд малий, Indicator minor
- Воскоїд великий, Indicator indicator

Родина: Дятлові (Picidae)
- Крутиголовка африканська, Jynx ruficollis
- Дятел сірощокий, Dendropicos fuscescens
- Geocolaptes olivaceus

## Соколоподібні(Falconiformes)
Родина: Соколові (Falconidae)
- Боривітер степовий, Falco naumanni
- Боривітер савановий, Falco rupicolus
- Боривітер великий Falco rupicoloides
- Кібчик червононогий, Falco vespertinus
- Кібчик амурський, Falco amurensis
- Підсоколик великий, Falco subbuteo
- Ланер, Falco biarmicus
- Сапсан, Falco peregrinus

## Горобцеподібні(Passeriformes)
Родина: Вивільгові (Oriolidae)
- Вивільга звичайна, Oriolus oriolus
- Вивільга південна, Oriolus larvatus (A)

Родина: Прирітникові (Platysteiridae)
- Приріт рудокрилий, Batis capensis
- Приріт білобокий, Batis molitor

Родина: Гладіаторові (Malaconotidae)
- Кубла строката, Dryoscopus cubla (A)
- Гонолек південний, Laniarius ferrugineus
- Бокмакірі, Telophorus zeylonus

Родина: Дронгові (Dicruridae)
- Дронго вилохвостий, Dicrurus adsimilis

Родина: Монархові (Monarchidae)
- Монарх-довгохвіст африканський, Terpsiphone viridis

Родина: Сорокопудові (Laniidae)
- Сорокопуд терновий, Lanius collurio
- Сорокопуд чорнолобий, Lanius minor
- Сорокопуд чорноголовий, Lanius collaris

Родина: Воронові (Corvidae)
- Ворона капська, Corvus capensis
- Крук строкатий, Corvus albus
- Крук великодзьобий, Corvus albicollis

Родина: Chaetopidae
- Скельник східний, Chaetops aurantius

Родина: Stenostiridae
- Чорноніжка, Stenostira scita

Родина: Синицеві (Paridae)
- Синиця сіра, Melaniparus cinerascens
- Синиця акацієва, Melaniparus afer

Родина: Жайворонкові (Alaudidae)
- Жайворонок білощокий, Chersomanes albofasciata (A)
- Жайворонок східний, Certhilauda semitorquata
- Жервінчик білощокий, Eremopterix leucotis (A)
- Жервінчик білошиїй, Eremopterix verticalis
- Шпорець південний, Heteromirafra ruddi (A)
- Фірлюк мінливобарвний, Mirafra fasciolata
- Фірлюк африканський, Mirafra africana
- Calandrella cinerea
- Терера рожеводзьоба, Spizocorys conirostris
- Посмітюха товстодзьоба, Galerida magnirostris

Родина: Macrosphenidae
- Кромбек довгодзьобий, Sylvietta rufescens
- Очеретянка капська, Sphenoeacus afer

Родина: Тамікові (Cisticolidae)
- Жовтобрюшка світлоброва, Eremomela icteropygialis
- Принія південна, Phragmacia substriata
- Нікорник смуговолий, Apalis thoracica
- Принія африканська, Prinia subflava
- Принія чорновола, Prinia flavicans
- Принія плямистогруда, Prinia maculosa
- Принія жовтогруда, Prinia hypoxantha
- Принія рудощока, Malcorus pectoralis (A)
- Таміка бура, Cisticola aberrans
- Таміка строкатоголова, Cisticola lais
- Таміка лучна, Cisticola tinniens
- Таміка писклива, Cisticola fulvicapillus
- Таміка віялохвоста, Cisticola juncidis
- Таміка пустельна, Cisticola aridulus
- Таміка куцохвоста, Cisticola textrix
- Таміка карликова, Cisticola ayresii

Родина: Очеретянкові (Acrocephalidae)
- Очеретянка лучна, Acrocephalus schoenobaenus
- Очеретянка африканська, Acrocephalus baeticatus
- Очеретянка світлоброва, Acrocephalus gracilirostris
- Очеретянка велика, Acrocephalus arundinaceus

Родина: Кобилочкові (Locustellidae)
- Куцокрил чагарниковий, Bradypterus barratti
- Куцокрил болотяний, Bradypterus baboecala

Родина: Ластівкові (Hirundinidae)
- Ластівка мала, Riparia paludicola
- Ластівка берегова, Riparia riparia (A)
- Ластівка білоброва, Neophedina cincta
- Ластівка афро-азійська, Ptyonoprogne fuligula
- Ластівка сільська, Hirundo rustica
- Ластівка білогорла, Hirundo albigularis
- Ластівка перлистовола, Hirundo dimidiata
- Ластівка довгохвоста, Hirundo atrocaerulea (A)
- Ластівка капська, Cecropis cucullata
- Ластівка абісинська, Cecropis abyssinica
- Ластівка рудочерева, Cecropis semirufa (A)
- Ясківка південна, Petrochelidon spilodera
- Ластівка міська, Delichon urbicum
- Жалібничка білоплеча, Psalidoprocne pristoptera

Родина: Бюльбюлеві (Pycnonotidae)
- Бюльбюль темноголовий, Pycnonotus barbatus
- Бюльбюль червоноокий, Pycnonotus nigricans

Родина: Вівчарикові (Phylloscopidae)
- Вівчарик весняний, Phylloscopus trochilus

Родина: Кропив'янкові (Sylviidae)
- Баблер чагарниковий, Sylvia nigricapillus
- Кропив'янка садова, Sylvia borin (A)
- Кропив'янка західна, Curruca layardi
- Кропив'янка рудогуза, Curruca subcoerulea
- Кропив'янка сіра, Curruca communis (A)

Родина: Окулярникові (Zosteropidae)
- Окулярник блідий, Zosterops pallidus
- Окулярник капський, Zosterops virens

Родина: Шпакові (Sturnidae)
- Шпак звичайний, Sturnus vulgaris (I)
- Шпак жовтоголовий, Creatophora cinerea
- Майна індійська, Acridotheres tristis (I)
- Шпак-куцохвіст аметистовий, Cinnyricinclus leucogaster
- Моріо білокрилий, Onychognathus nabouroup
- Моріо рудокрилий, Onychognathus morio
- Мерл бурий, Lamprotornis bicolor
- Мерл капський, Lamprotornis nitens

Родина: Дроздові (Turdidae)
- Дрізд червонодзьобий, Turdus libonyana
- Дрізд сіроволий, Turdus olivaceus
- Дрізд бурський, Turdus smithi

Родина: Мухоловкові (Muscicapidae)
- Мухоловка темна, Muscicapa adusta
- Мухоловка сіра, Muscicapa striata
- Мухарка строката, Melaenornis silens
- Альзакола бура, Cercotrichas coryphaeus (A)
- Золотокіс садовий, Cossypha caffra
- Скеляр синьошиїй, Monticola explorator
- Скеляр бронзовокрилий, Monticola rupestris
- Saxicola torquatus
- Трав'янка чорнощока, Campicoloides bifasciatus
- Трактрак рудогузий, Emarginata sinuata
- Камінчак рудочеревий, Thamnolaea cinnamomeiventris
- Смолярик південний, Myrmecocichla formicivora
- Смолярик білокрилий, Myrmecocichla monticola
- Кам'янка чорнолоба, Oenanthe pileata
- Oenanthe familiaris

Родина: Цукролюбові (Promeropidae)
- Цукролюб рудоволий, Promerops gurneyi

Родина: Нектаркові (Nectariniidae)
- Нектарець аметистовий, Chalcomitra amethystina
- Нектарка малахітова, Nectarinia famosa
- Маріка південна, Cinnyris chalybeus
- Маріка червоногруда, Cinnyris afer

Родина: Ткачикові (Ploceidae)
- Магалі білобровий, Plocepasser mahali
- Ткачик іржастощокий, Ploceus capensis
- Ткачик чорнолобий, Ploceus velatus
- Ткачик великий, Ploceus cucullatus
- Квелія червонодзьоба, Quelea quelea
- Вайдаг вогнистий, Euplectes orix
- Вайдаг золотистий, Euplectes afer
- Вайдаг товстодзьобий, Euplectes capensis
- Вайдаг білокрилий, Euplectes albonotatus
- Вайдаг великий, Euplectes ardens
- Вайдаг червоноплечий, Euplectes axillaris (A)
- Вайдаг великохвостий, Euplectes progne

Родина: Астрильдові (Estrildidae)
- Астрильд жовточеревий, Coccopygia melanotis
- Астрильд смугастий, Estrilda astrild
- Амарант червонодзьобий, Lagonosticta senegala
- Амадина червоноголова, Amadina erythrocephala
- Бенгалик золотогрудий, Amandava subflava
- Ortygospiza fuscocrissa

Родина: Вдовичкові (Viduidae)
- Вдовичка білочерева, Vidua macroura
- Вдовичка червононога, Vidua chalybeata
- Зозульчак, Anomalospiza imberbis

Родина: Горобцеві (Passeridae)
- Горобець хатній, Passer domesticus (I)
- Горобець великий, Passer motitensis
- Горобець чорноголовий, Passer melanurus
- Горобець блідий, Passer diffusus
- Горобець білобровий, Gymnoris superciliaris

Родина: Плискові (Motacillidae)
- Плиска капська, Motacilla capensis
- Плиска ефіопська, Motacilla clara
- Плиска строката, Motacilla aguimp
- Щеврик рудий, Anthus cinnamomeus
- Щеврик дракенберзький, Anthus hoeschi
- Щеврик світлоперий, Anthus nicholsoni
- Щеврик-велет, Anthus leucophrys
- Щеврик блідий, Anthus vaalensis
- Щеврик скельний, Anthus crenatus
- Єрник жовтий, Hemimacronyx chloris (S)
- Пікулик рудогорлий, Macronyx capensis

Родина: В'юркові (Fringillidae)
- Щедрик жовтолобий, Crithagra mozambica (A)
- Щедрик чорногорлий, Crithagra atrogularis
- Щедрик акацієвий, Crithagra sulphuratus
- Щедрик жовточеревий, Crithagra flaviventris
- Щедрик білогорлий, Crithagra albogularis
- Щедрик строкатоголовий, Crithagra gularis
- Щедрик натальський, Crithagra symonsi
- Serinus canicollis
- Serinus alario

Родина: Вівсянкові (Emberizidae)
- Вівсянка жовточерева, Emberiza flaviventris (A)
- Вівсянка капська, Emberiza capensis
- Вівсянка бліда, Emberiza impetuani
- Вівсянка каштанова, Emberiza tahapisi